# Općina Horjul
Općina Horjul (slo.: Občina Horjul) je općina u središnjoj Sloveniji u pokrajini Notranjskoj i statističkoj regiji Središnja Slovenija. Središte općine je naselje Horjul s 1.169 stanovnika. 

## Zemljopis
Općina Horjul nalazi se u središnjem dijelu Slovenije i obuhvaća gorje zapadno od Ljubljane.
U općini vlada umjereno kontinentalna klima. U općini teče potok Horjulščica.

## Naselja u općini
Horjul, Koreno nad Horjulom, Lesno Brdo, Ljubgojna, Podolnica, Samotorica, Vrzdenec, Zaklanec, Žažar

## Vanjske poveznice
- Službena stranica općine